# Rafaela

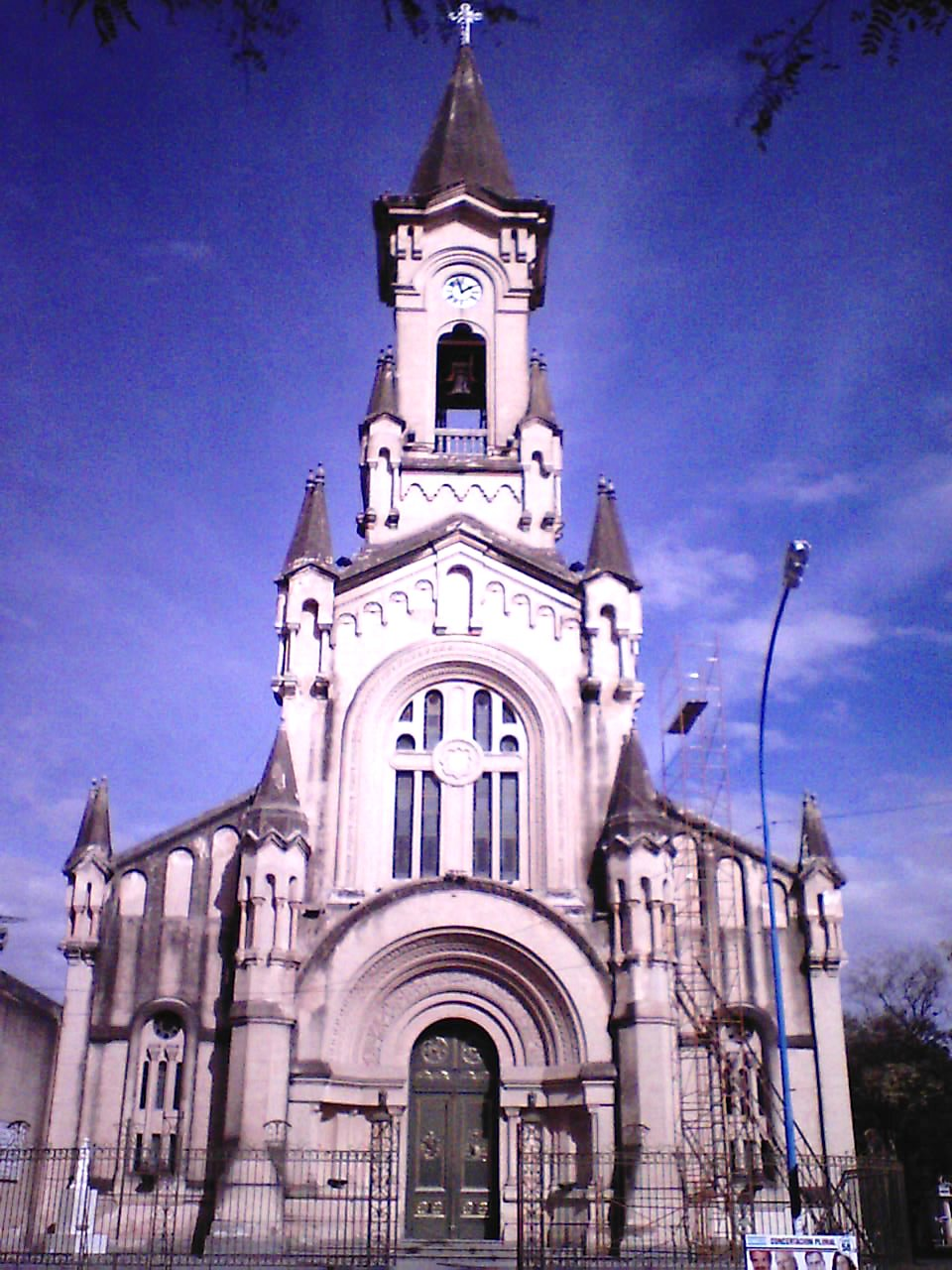
Kathedrale in Rafaela

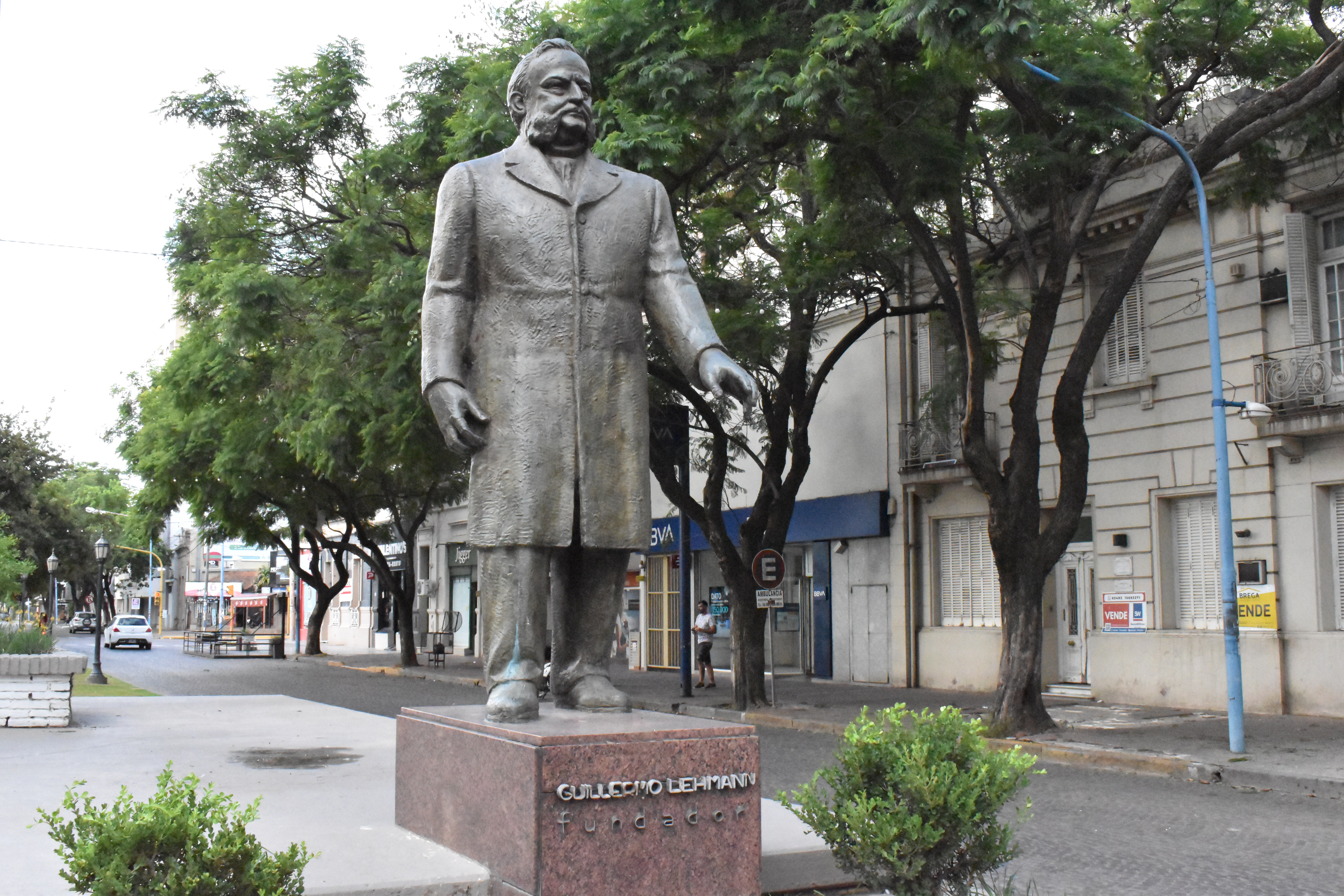
Statue von Wilhelm Lehmann in Rafaela

Rafaela ist eine Stadt in Argentinien, die sich im westlichen Zentrum der Provinz Santa Fe befindet. Sie ist der Hauptort des Departamento Castellanos und gleichzeitig das drittgrößte urbane Zentrum der Provinz, nach Rosario und der Provinzhauptstadt Santa Fe. Die geschätzte Bevölkerung der Stadt im Jahr 2022 betrug 111.000 Einwohner, laut dem Bericht der sozioökonomischen Erhebung des ICEDeL, dem statistischen Institut der Stadt.
Der Name wurde von ihrem Gründer, Guillermo Lehmann, zu Ehren von Rafaela Rodríguez de Egusquiza gewählt, der Ehefrau seines Freundes und Geschäftspartners Félix Egusquiza, die die ursprünglichen Besitzer des Gebiets waren.
Rafaela liegt im westlichen Zentrum der Provinz Santa Fe, am Rande der Nationalstraße 34. Sie befindet sich 96 km nordwestlich der Stadt Santa Fe, 234 km von Rosario, 292 km von Córdoba und 530 km von Buenos Aires entfernt.
In wirtschaftlicher Hinsicht zeichnet sie sich durch ihre metallverarbeitende und Milchindustrie aus.

## Architektur und Stadtbild
Rafaela behält ein Profil von niedrigen Häusern und einen ausgeprägten Stilkontrast je nach Stadtviertel bei. In den ersten Entwicklungsgebieten, wie zum Beispiel dem Bereich des Hauptplatzes „25 de Mayo“, sind noch Überreste der ersten Häuser zu sehen. Darüber hinaus verfügen auch alte Viertel, die zu den ersten gehörten, die sich bildeten, über Häuser aus der Zeit vom Ende des 19. Jahrhunderts und Anfang des 20. Jahrhunderts.
Derzeit verfügt die Stadt über mehr als 15 Türme, die 10 Stockwerke übersteigen, und mehrere andere Hochhäuser. An der Mitre-Allee befinden sich die zwei höchsten Türme der Stadt: der Torre Piamonte und der Torre Mitre, beide mit 20 Stockwerken und 65 Metern Höhe.
In den vier zentralen Alleen und angrenzenden Straßen existiert noch das Kopfsteinpflaster.
Die Stadt ist schachbrettartig angelegt, mit einem zentralen Platz von vier Häuserblocks Ausdehnung und vier Boulevards, die von ihm ausgehen. Die Stadtgeografie ist homogen, mit Ausnahme des nordwestlichen Bereichs, wo die Straßen diagonal verlaufen. Diese abrupte Änderung ist durch die Avenida Mitre bedingt, die angelegt wurde, um den Weg zu den Bahnhöfen zu verkürzen, als die Eisenbahn im 19. Jahrhundert Rafaela erreichte. Dies hat einem großen Teil der Stadt eine andere Physiognomie verliehen.

## Stadtteile
Die Stadt setzt sich aus 42 Stadtteilen zusammen:
- 17 de Octubre
- 2 de abril
- 30 de octubre
- 9 de Julio
- Alberdi
- Amancay
- Antártida Argentina
- Barranquitas
- Barrio 42
- Belgrano
- Brigadier General Estanislao López
- Central Córdoba
- El Bosque
- Fátima
- Guillermo Lehmann
- Ilolay
- Independencia
- Italia
- Jardín
- Juan de Garay
- La Cañada
- Los Arces
- Los Nogales
- Luis Fasoli
- Malvinas Argentinas
- Martín Fierro
- Martín Güemes
- Monseñor V. F. Zazpe
- Mora
- Mosconi
- Nuestra Señora del Luján
- Pablo Pizzurno
- San José
- San Martín
- Sarmiento
- Villa Aero Club
- Villa del Parque
- Villa Dominga
- Villa Los Álamos
- Villa Podio
- Villa Rosas
- Virgen del Rosario

## Geografie
Laut der Stadtverwaltung von Rafaela hat die Stadt eine Bevölkerung von 103.000 Einwohnern, wobei 46,5 % der Bevölkerung unter 30 Jahre alt sind.

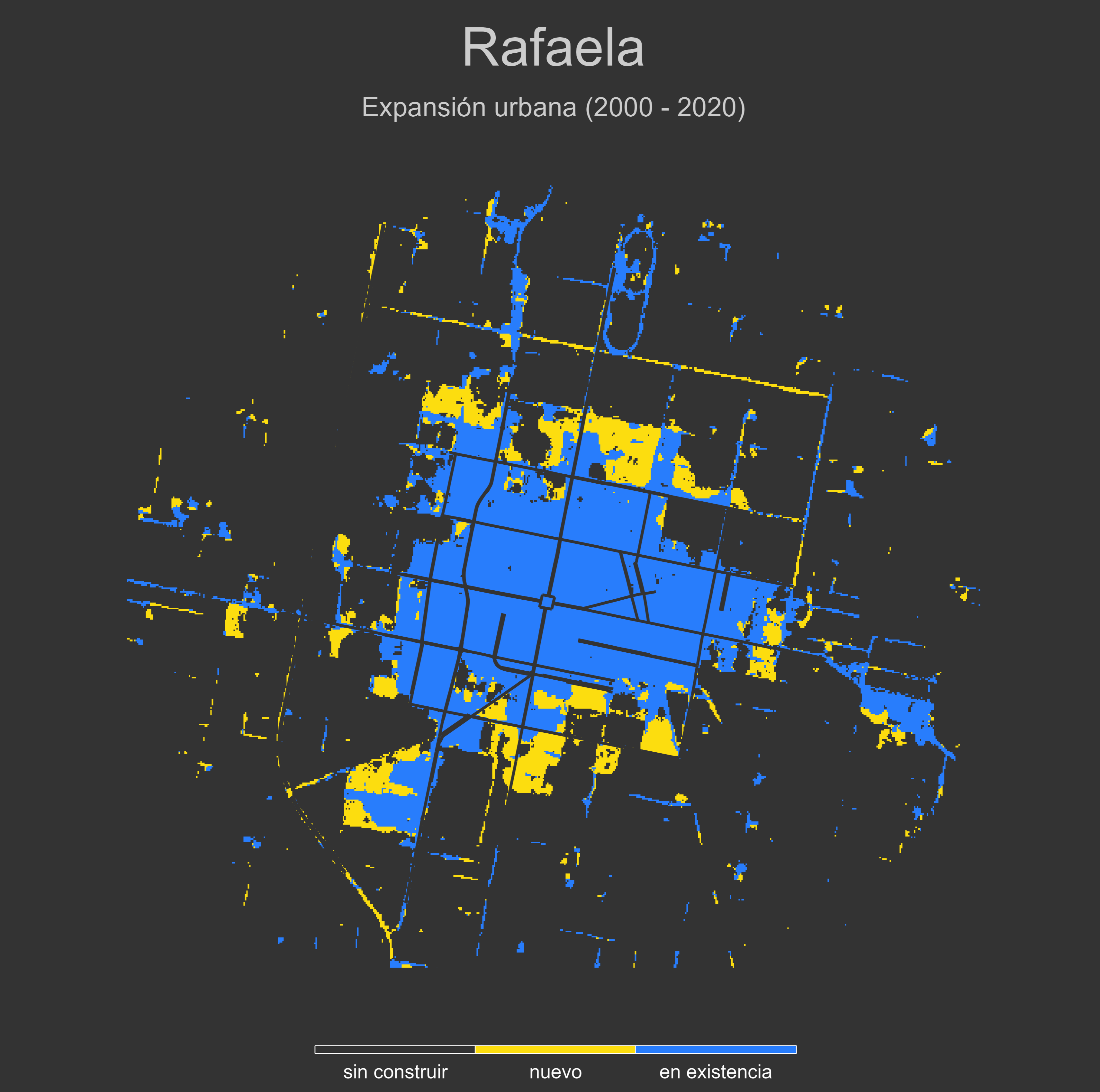
Expansion des Stadtgebiets von Rafaela 2000–2020

Im Allgemeinen erstreckt sich das Stadtgebiet über die Pampa-Ebene, in dem Bereich, der als „deprimierte Pampa“ bekannt ist. Das zentrale Stadtgebiet liegt höher als die Umgebung, wobei das Gefälle nach Norden und Süden abnimmt. Diese Senken sind die natürlichen Vertiefungen, durch die das Wasser nach Osten abfließt, Teil des Salado-Beckens. Aus diesem Grund wurden auf beiden Seiten der Stadt Kanäle in West-Ost-Richtung angelegt. Im Fall des südlichen Kanals wurde dieser im Stadtgebiet fast vollständig unterirdisch verlegt.
Die Stadt grenzt im Süden an Susana (12 km), im Norden an Lehmann (12 km), im Westen an Presidente Roca (12 km) und im Osten an Bella Italia (12 km), jeweils vom Hauptplatz 25 de Mayo aus gemessen. Zusammen mit diesen Ortschaften bildet sie die Agglomeration Rafaela. Sie umfasst 37 Stadtteile und ein Mikrozentrum.
Die Nationalstraße 34 wurde bei ihrer Durchquerung der Stadt umgestaltet und in eine Allee mit zentralen Grünstreifen auf ihrer gesamten Länge umgewandelt, wodurch die westlich davon gelegenen Stadtteile verbunden wurden. Im Unterschied zu vielen anderen argentinischen Städten ähnlicher Größe liegt Rafaela nicht an einer Küste oder einem Flussufer und teilt diese Eigenschaft mit der Nachbarstadt San Francisco.

## Klima
Das Klima in Rafaela ist ein gemäßigtes Pampa-Klima mit wenig ausgeprägten Jahreszeiten. Die Temperatur schwankt zwischen durchschnittlich 5,75 °C als historischem Minimum im Juli, dem kältesten Monat, bis zu 31,6 °C als historischem Maximum im Januar, dem wärmsten Monat. Historisch gesehen ist März der regenreichste Monat mit einem Durchschnitt von 155 mm Niederschlag.

## Wirtschaft und Infrastruktur

### Wirtschaft
Rafaela ist vor allem von der Industrie geprägt, wobei Textil-, Papier-, Metall- und Agrarindustrie überwiegen. Rafaela ist eine der bedeutendsten Städte einer als Cuenca lechera bezeichneten Region in den argentinischen Provinzen Santa Fe und Córdoba, die insbesondere von der Produktion von Milchprodukten gekennzeichnet ist.

### Verkehr
Die Entfernung bis zur Provinzhauptstadt Santa Fé über die Ruta Provincial 70 beträgt 90 Kilometer. Die in Nord-Süd-Richtung verlaufende Ruta Nacional 34 verbindet Rafaela mit Rosario (230 km) und Buenos Aires (530 km). Eine Alternative hierzu ist die Ferrocarril Nuevo Central Argentino, die die gleichen Städte miteinander verbindet. Am südlichen Rand der Stadt liegt der Flugplatz Rafaela.

## Bildung

### Bildungseinrichtungen

#### Grundschulen
- Schule Nr. 21 Libertador General San Martín (Erwachsene)
- Schule Nr. 475 Bernardino Rivadavia
- Schule Nr. 476 Juan Bautista Alberdi
- Schule Nr. 477 Domingo Faustino Sarmiento
- Schule Nr. 478 Villa Rosas
- Schule Nr. 479 Cristóbal Colón
- Schule Nr. 480 Mariano Moreno
- Schule Nr. 481 Bartolomé Mitre
- Schule Nr. 482 Manuel Belgrano
- Schule Nr. 652 Villa Podio
- Schule Nr. 851 Ángela de la Casa
- Schule Nr. 886 Brigadier General Estanislao López
- Schule Nr. 1136 Paul Harris
- Schule Nr. 1186 Dr. Lisandro de la Torre
- Schule Nr. 1247 Centenario de Rafaela
- Schule Nr. 1287 Juan Domingo Perón
- Schule Nr. 1316 Don Tomás
- Schule Nr. 1343 Amancay
- Schule Nr. 1351 Mutter Teresa von Kalkutta
- Schule Nr. 1359 Juan Bautista Languier
- Schule Nr. 1361 Ángela Peralta Pino
- Schule Nr. 1393 Barrio 2 de Abril
- Schule Nr. 6393 Pablo Pizzurno
- Schule Nr. 6405 Gabriela Mistral
- Integrierte Privatschule Nr. 1025 Unsere Liebe Frau der Barmherzigkeit
- Integrierte Privatschule Nr. 1075 25. Mai
- Integrierte Privatschule Nr. 1108 San José
- Schule Nr. 1331 De la Plaza

#### Sekundarschulen
- Orientierte Sekundarschule Nr. 204 Domingo de Oro
- Orientierte Sekundarschule Nr. 376 Joaquín Dopazo
- Orientierte Sekundarschule Nr. 428 Luisa Raimondi de Barreiro
- Orientierte Sekundarschule Nr. 429 Mario Vecchioli
- Orientierte Sekundarschule Nr. 505 Mahatma Gandhi
- Orientierte Sekundarschule Nr. 613 Alicia Cattáneo
- Orientierte Sekundarschule Nr. 615 Luis Alberto Spinetta
- Sekundarschule für Erwachsene Nr. 1007 Libertad
- Technisch-berufliche Sekundarschule Nr. 460 Guillermo Lehmann
- Technisch-berufliche Sekundarschule Nr. 495 Malvinas Argentinas
- Technisch-berufliche Sekundarschule Nr. 654 Dr. Nicolás Avellaneda
- Integrierte private orientierte Sekundarschule Nr. 3091 De la Plaza
- Integrierte private orientierte Sekundarschule Nr. 3128 25. Mai
- Integrierte private orientierte Sekundarschule Nr. 8022 Unsere Liebe Frau der Barmherzigkeit
- Integrierte private orientierte Sekundarschule Nr. 8140 San José

#### Sonderschulen und Sonderzentren
- Sonderschule Nr. 2079 für Hörgeschädigte
- Sonderschule Nr. 1260 A.P.A.D.I.R.
- Sonderschule Nr. 2027 Melvin Jones
- Sonderschule Nr. 2107 für Sehbehinderte Prof. Susana Crespo
- Stiftung für Lern- und Ausbildungsräume
- Stiftung für Lernen und Arbeit von Menschen mit Behinderungen (FAD) / Geschützte Werkstatt Camino de Luz
- Sonderzentrum La Huella
- Sonderschule Nr. 2082 für berufliche Bildung
- Sonderschule Nr. 2129 für geistig Behinderte

Tertiäre Bildungseinrichtungen

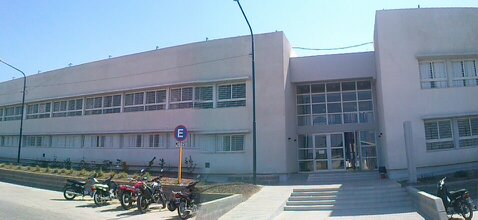
Institut Nr. 2 von Rafaela

- Höheres Lehrerinstitut Nr. 2 Joaquín V. González (ISP2)
- Krankenpflegeschule – Zweigstelle Rafaela
- Technologisches Institut Rafaela (ITEC)

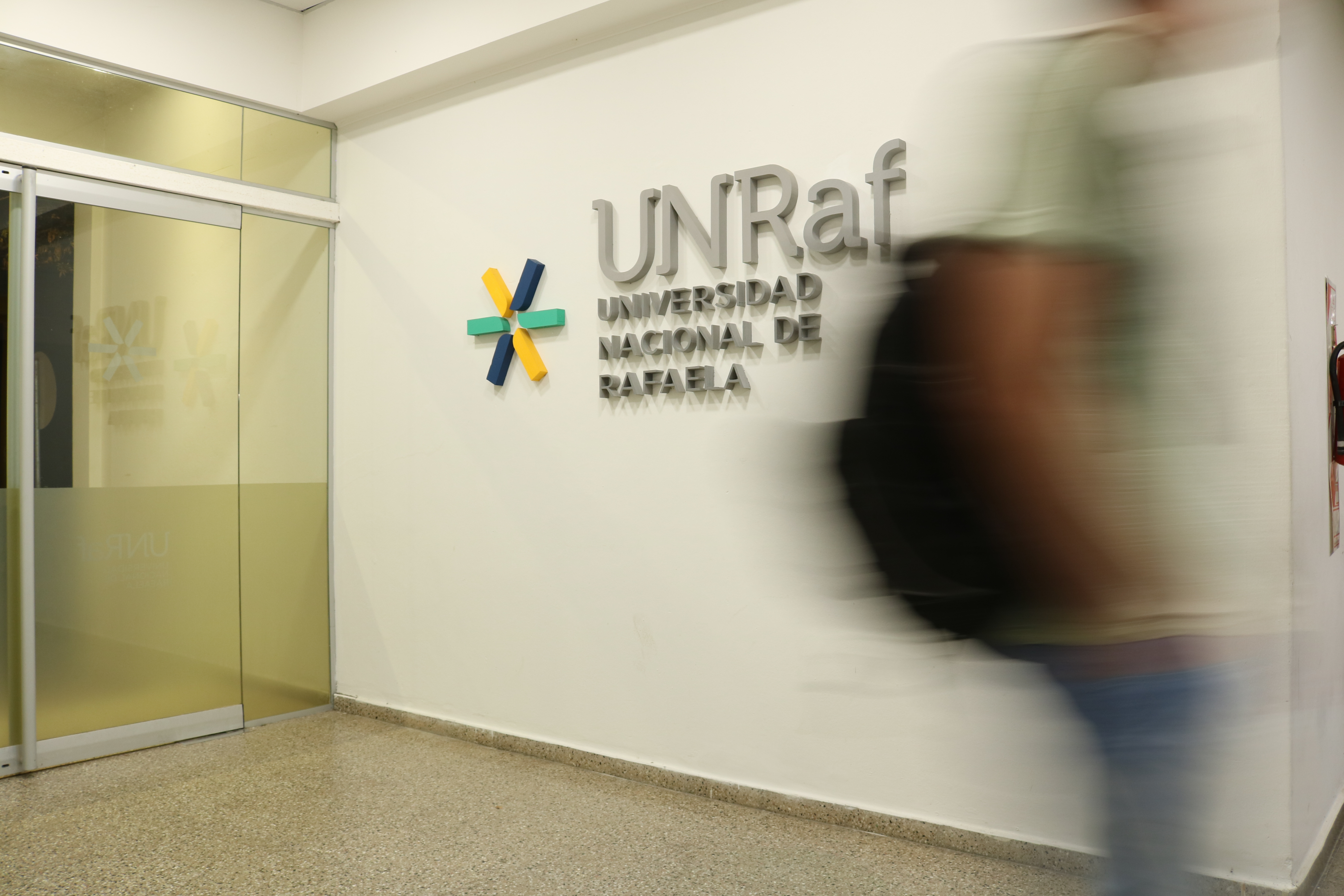
Nationale Universität von Rafaela

#### Universitäten
- Universidad Nacional de Rafaela (UNRAF)
- Universidad Tecnológica Nacional (UTN) – Regionale Fakultät Rafaela
- Universidad de Ciencias Empresariales y Sociales(UCES) – Standort Rafaela
- Universidad Católigca de Santiago del Estero (UCSE) – Akademische Abteilung Rafaela
- Universidad Católica de Santa Fe (UCSF) – Standort Rafaela

## Sport

### Fußball

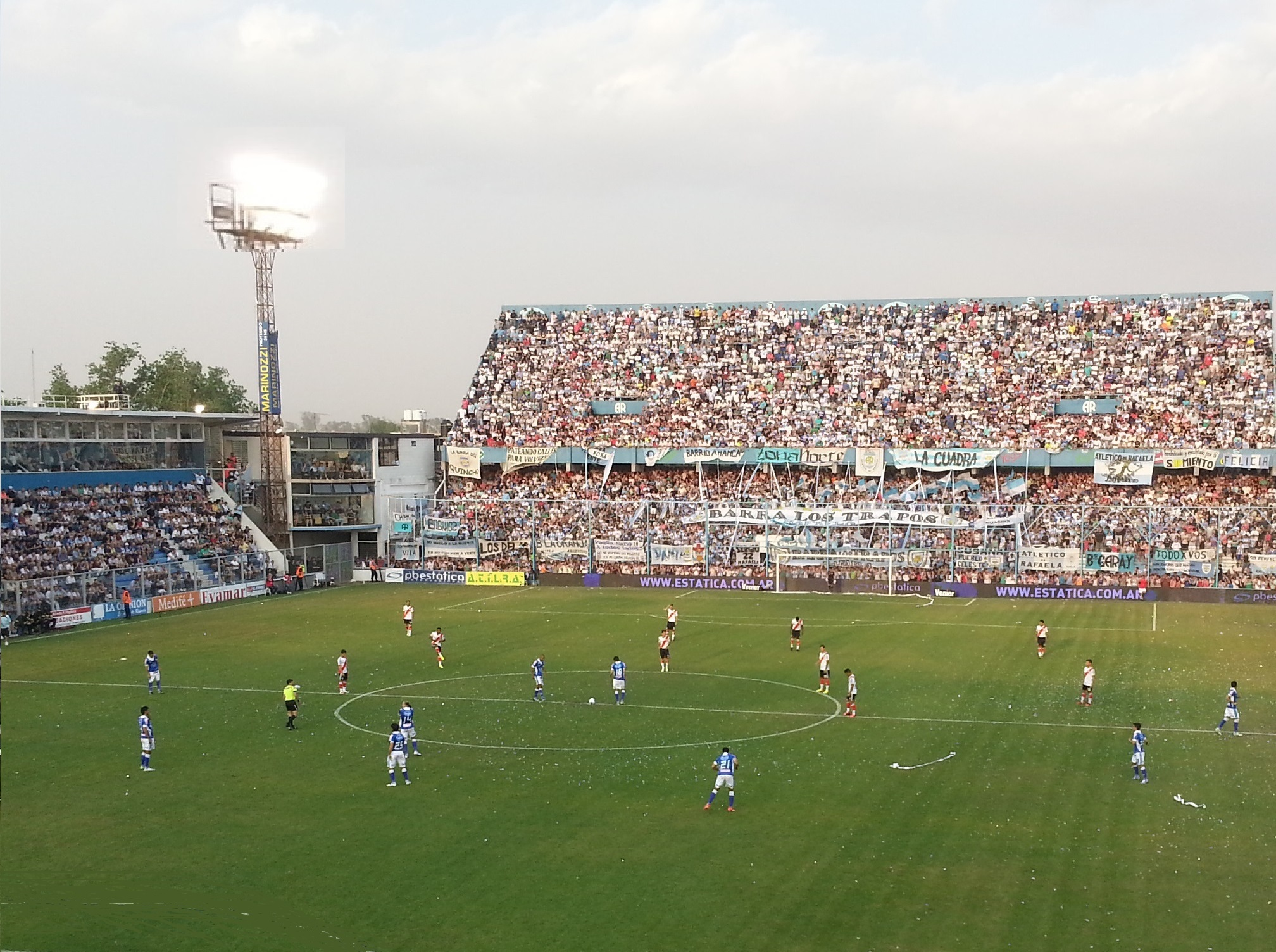
Stadion des Club Atlético de Rafaela

Wie im größten Teil des Landes ist Fußball der beliebteste und publikumswirksamste Sport.
Die wichtigsten Fußballvereine der Stadt sind:
- Atlético de Rafaela, der an der Primera Division Argentiniens in den Saisons 2003/2004 teilnahm und 2011 erneut aufstieg, bis er 2017 in die Primera B Nacional abstieg.
- Club Sportivo Ben Hur, der zwischen 2005 und 2008 in der Primera B Nacional spielte und derzeit im Torneo Regional Federal Amateur antritt.
- Club Atlético Nueve de Julio spielt in der Torneo Federal A.

| Verein                                                   | Gründung | Liga                            | Stadion                  | Kapazität |
| -------------------------------------------------------- | -------- | ------------------------------- | ------------------------ | --------- |
| Asociación Mutual Social y Deportiva Atlético de Rafaela | 1907     | Primera B Nacional              | Nuevo Monumental         | 20.660    |
| Club Atlético 9 de Julio                                 | 1904     | Torneo Federal A                | Germán Solterman         | 8.000     |
| Club Sportivo Ben Hur                                    | 1940     | Torneo Regional Federal Amateur | Néstor Zenklusen         | 11.500    |
| Club Peñarol                                             | 1936     | Torneo Regional Federal Amateur | República de Villa Rosas | 2.000     |
| Club Sportivo Norte                                      | 1931     | Torneo Regional Federal Amateur | Sportivo Norte           | 1.400     |
| Club Atlético Ferrocarril del Estado                     | 1939     | Torneo Regional Federal Amateur | Los Nogales              |           |
| Club Atlético Argentino Quilmes                          | 1916     | Liga Rafaelina                  | Agustín Giuliani         | 4.000     |
| Club Atlético Juventud                                   | 1905     | Liga Rafaelina                  |                          |           |

Wie andere Städte hat Rafaela seine eigene Fußballliga, die Liga Rafaelina de Fútbol. Dazu gehören Vereine aus den Städten Rafaela und Sunchales sowie Teams aus umliegenden Dörfern. Sie besteht aus drei Kategorien: Primera A, Primera B (unterteilt in Nord- und Südzone) und Primera C.

### Basketball
Im Basketball zeichnete sich Ben Hur aus, der in der ersten Division der Liga Nacional de Básquet spielte, in der er eine Meisterschaft und den Titel in der Südamerikanischen Basketball-Liga gewann.

### Motorsport

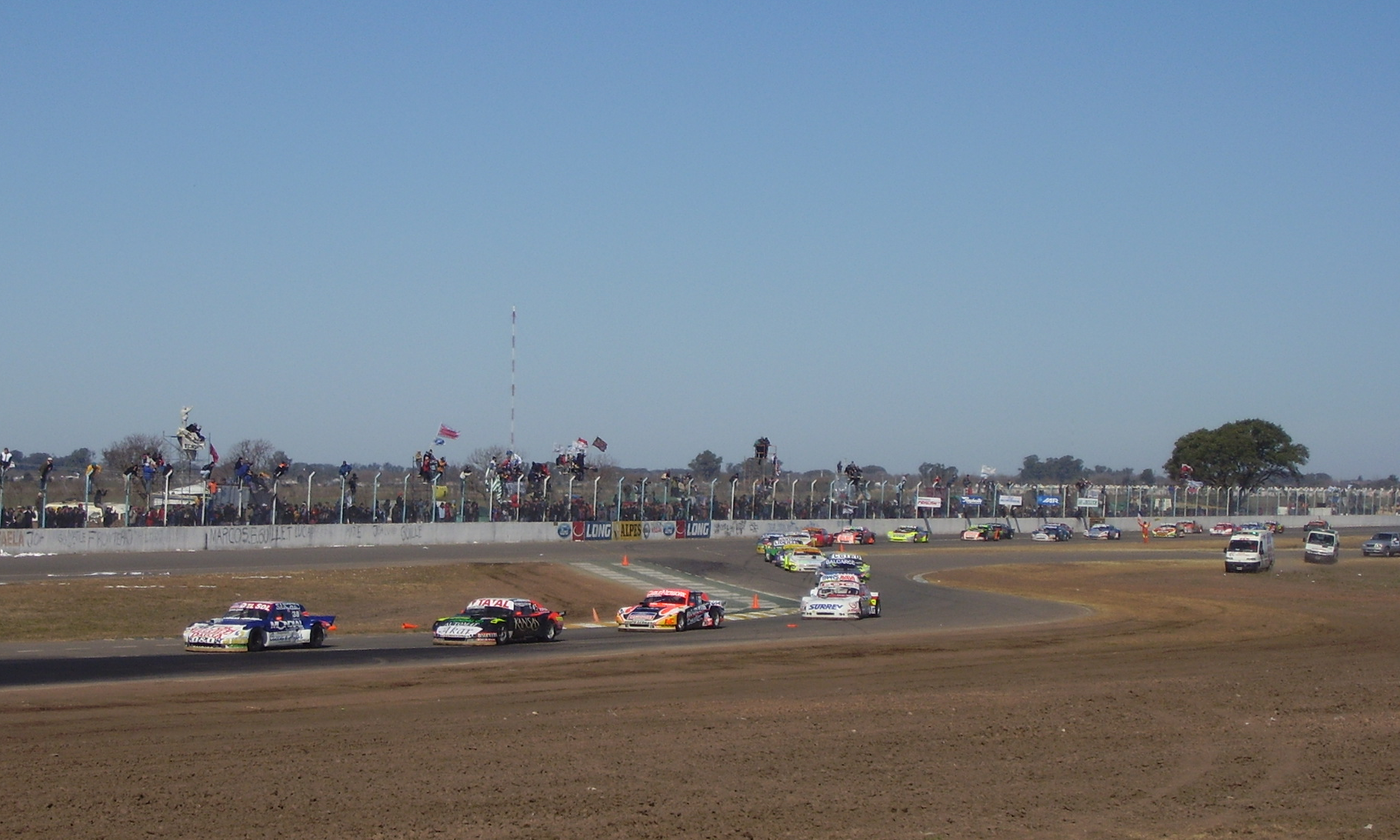
Autódromo Ciudad de Rafaela während eines Turismo Carretera-Rennens 2007.

Der Club Atlético de Rafaela organisiert seit 1919 Autorennen. Die 500 Meilen von Argentinien wurden dort von 1954 bis 1975 ausgetragen. Der Verein eröffnete 1953 das Autódromo Ciudad de Rafaela, das Austragungsort von Wettbewerben wie dem Turismo Carretera und dem TC 2000 war.
Es ist volkstümlich als „Tempel der Geschwindigkeit“ bekannt, aufgrund seiner charakteristischen Ovalform, wo der argentinische Rekord für die Höchstgeschwindigkeit aufgestellt wurde, wie jener von Gabriel Ponce de León, der 2012 in seinem Honda Civic (Kategorie STC2000) 306,38 km/h erreichte.

### Rugby / Hockey
Die Stadt hat auch ein Rugby-Team namens Círculo Rafaelino de Rugby (CRAR). Innerhalb derselben Institution zeichnen sich auch die verschiedenen Kategorien des Hockey-Teams, sowohl weiblich als auch männlich, und das Frauen-Rugby aus. Der Verein hat drei Spieler für die Nationalmannschaft im Rugby (Pumas) hervorgebracht: Hugo Berra, Mayco Vivas und Pedro Rubiolo.

### Radsport
Die Stadt verfügt über eine Radrennbahn namens „Héctor Cassina“ im Club Ciclista de Rafaela, die 1991 eingeweiht wurde. Rafaela hatte bereits eine reiche Geschichte im Straßenradsport und begann von diesem Moment an, mit der Radrennbahn auch die Ausbildung von Bahnradfahrern zu gestalten, mit vielen Erfolgen auf nationaler und internationaler Ebene.

## Kultur

### Kinos und Theater

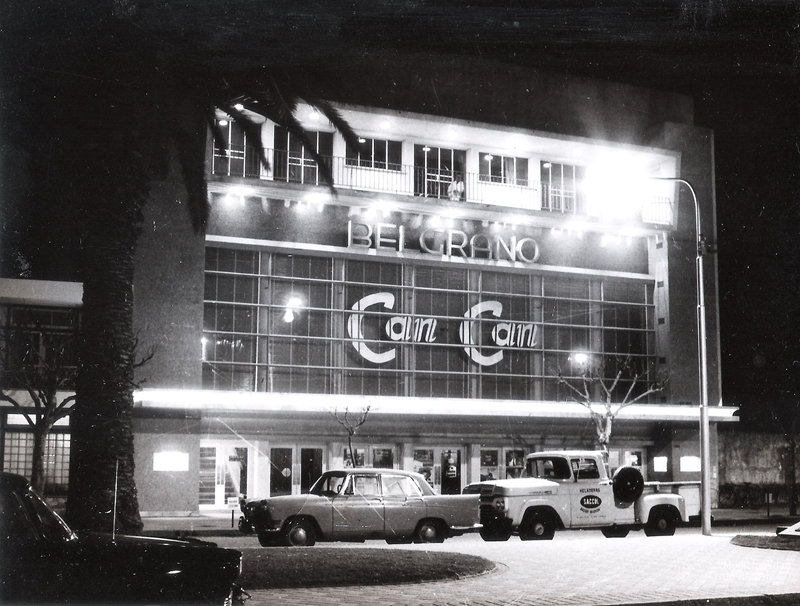
Städtisches Kino-Theater Manuel Belgrano

Die Stadt Rafaela verfügt über mehrere Kinosäle:
- Alfredo Williner Amphitheater
- Juan Lasserre Theater
- Städtisches Kino-Theater Manuel Belgrano
- Las Tipas Kino
- La Máscara Kulturzentrum
- Städtisches Kulturzentrum – Italienische Gesellschaft Viktor Emanuel II.

### Museen
Die Stadt hat 11 Museen, die ihre verschiedenen kulturellen und historischen Aspekte ausstellen. Einige der wichtigsten Museen sind:
- Städtisches Historisches Museum
- Städtisches Kunstmuseum Dr. Urbano Poggi: 1969 gegründet, ist es ein Exponent der rafaelinischen Kunst sowie der Ort, an dem Ausstellungen stattfinden, die üblicherweise durch das Land touren.
- Städtisches Museum Usina del Pueblo
- Fotografie-Museum: 1987 gegründet, ist es eines der ersten Fotografie-Museen des Landes mit geeigneten Einrichtungen, da es über eine Fachbibliothek, ein Labor, einen temporären Ausstellungsraum und ein Archiv verfügt.
- Eisenbahnmuseum von Rafaela: gegründet von der Vereinigung der Eisenbahnmodellbauer und Eisenbahnfreunde.
- Musik- und Klangmuseum: gelegen in der Hipólito Yrigoyen 1653, gegründet und geleitet vom Musiker Sergio Grazioli.

### Bibliotheken
- Städtische Bibliothek „Lermo Rafael Balbi“
- Volksbibliothek „Arco iris“
- Volksbibliothek „Domingo Faustino Sarmiento“
- Volksbibliothek „Dr. Ricardo Gutiérrez“
- Volksbibliothek „Jose Manuel Estrada“
- Volksbibliothek „Monsignore Antonio Brasca“

## Städtepartnerschaften
Rafaela ist mit folgenden Städten der Welt verschwistert:
- Sigmaringendorf, Deutschland (seit 1994)
- Fossano, Italien (seit 1997)
- Carcabuey, Spanien (seit 2013)

## Bekannte Persönlichkeiten
- Gustavo Alfaro
- Hermes Binner †
- Facundo Colidio
- Javier Frana
- Florencia Molinero
- Marcelo Nicola
- Sebastián Porto
- María Emilia Salerni
- Axel Werner

### Persönlichkeiten, die vor Ort gewirkt haben
- Wilhelm Lehmann (1840–1886), Gründer der Stadt